# Pleurothallis cordata
Pleurothallis cordata es una especie de orquídea de la tribu Epidendreae que pertenece a la familia Orchidaceae.

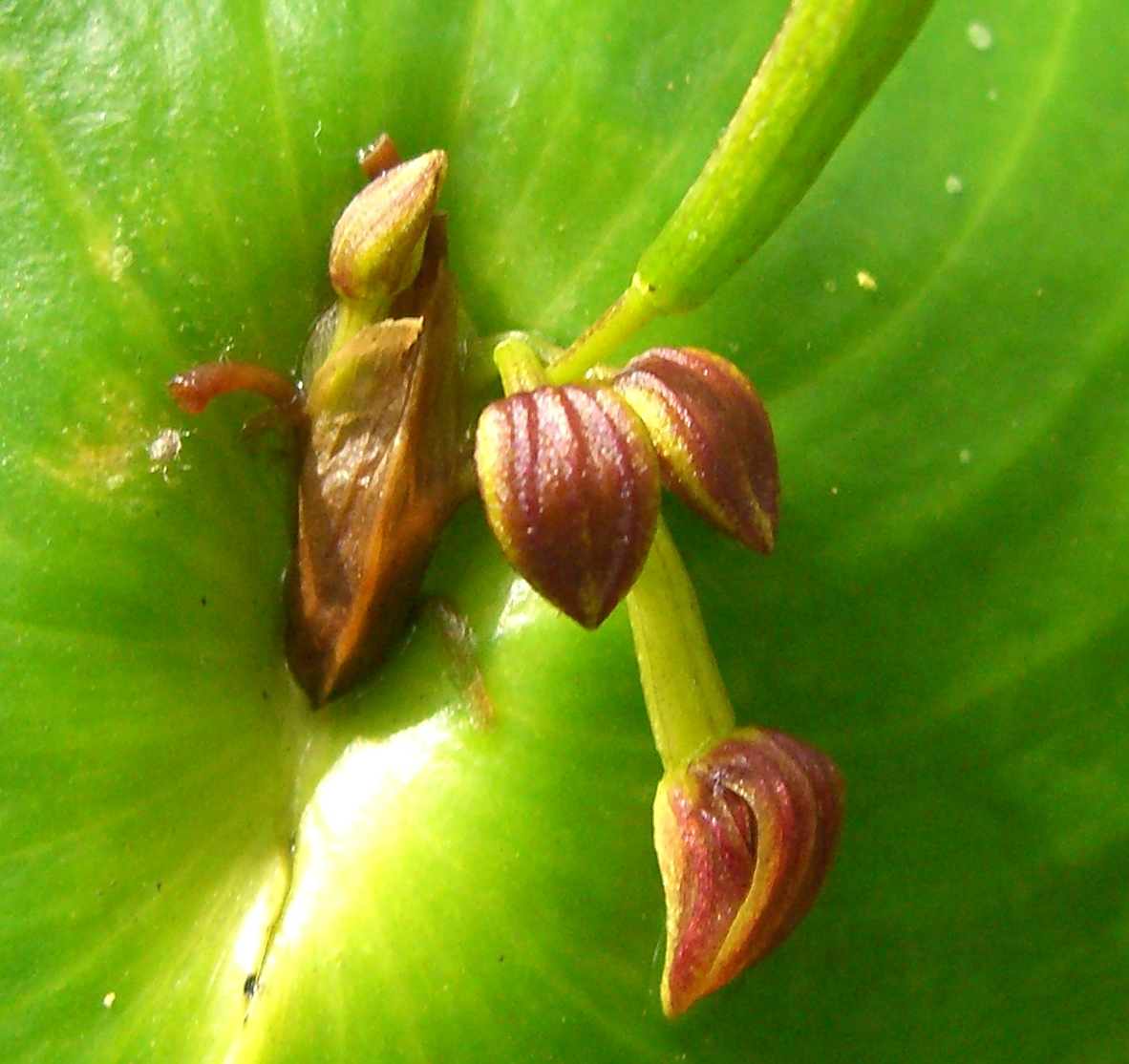
Detalle de la flor

## Distribución y hábitat
Encontrado en Colombia, Venezuela, Ecuador, Perú y Bolivia en húmedos bosques nublados de montaña a altitudes de entre 500 y 3100 metros.

## Descripción
Es una planta de tamaño mediano, que soporta temperaturas cálidas y frías que se encuentra en zonas empinada terrestres y en terraplenes, es terrestre o epífita  con delgados y erectos ramicauls con una vaina tubular por debajo del centro y 2 a 3 vainas basales y una sola hoja apical, erecta, coriácea, elíptica, peciolada, aguda, ligeramente tri-dentada que florece en el verano en una breve y única flor como inflorescencia.

## Taxonomía
Pleurothallis cordata fue descrita por (Ruiz & Pav.) Lindl. y publicado en The Genera and Species of Orchidaceous Plants 5. 1830.
Etimología
Pleurothallis: nombre genérico que deriva de la palabra griega  'pleurothallos', que significa "ramas parecidas a costillas". Esto se refiere a la similitud de las costillas de los tallos de muchas de sus especies.
cordata: epíteto latino que significa "con forma de corazón".
Sinonimia
- Acronia cordata (Ruiz & Pav.) Luer 2005;
- Humboltia cordata Ruiz & Pav. 1798;
- Pleurothallis brachyblephara Schltr. 1921;
- Pleurothallis cordifolia var. rhopalocarpa (Schltr.) T.Hashim. 1978;
- Pleurothallis erymnochila Luer 1976;
- Pleurothallis rhopalocarpa Schltr. 1922;
- Stelis cordata (Ruiz & Pav.) Willd. 1805
- Pleurothallis monocardia Rchb.f.  (1855)
- Humboldtia monocardia (Rchb.f.) Kuntze (1891)
- Pleurothallis cardiophylla Schltr. (1915)
- Zosterophyllanthos monocardius (Rchb.f.) Szlach. & Marg.  (2001)
- Acronia cordata subsp. rhopalocarpa (Schltr.) Luer (2005).
- Zosterophyllanthos rhopalocarpus (Schltr.) Szlach. & Kulak (2006).[3][4][5]